# Patrick Biggs
Pour les articles homonymes, voir Biggs.
Patrick Biggs (né en 1982) est un skieur alpin canadien.

## Coupe du Monde
- Meilleur classement final: 76e en 2005.
- Meilleur résultat: 10e.